# Damoh (huyện)
Huyện Damoh là một huyện thuộc bang Madhya Pradesh, Ấn Độ. Thủ phủ huyện Damoh đóng ở Damoh. Huyện Damoh có diện tích 7306 ki lô mét vuông. Đến thời điểm năm 2001, huyện Damoh có dân số 1081909 người.